# Циклон-1М
Циклон-1М (англ. Cyclone-1M) — проєкт української триступеневої космічної ракети-носія «легкого класу». Ракета розробляється КБ «Південне» і призначена для виведення корисного вантажу на низькі навколоземні орбіти, включаючи сонячно-синхронні.

## Космодром
Пуски РН «Циклон-1М» планують здійснювати як з пускового центру, розташованого на території України (який було запропоновано побудувати на півдні Херсонської області або на узбережжі Бузького чи Дніпровського лиманів), так і з закордонних пускових центрів.

## Конструкція

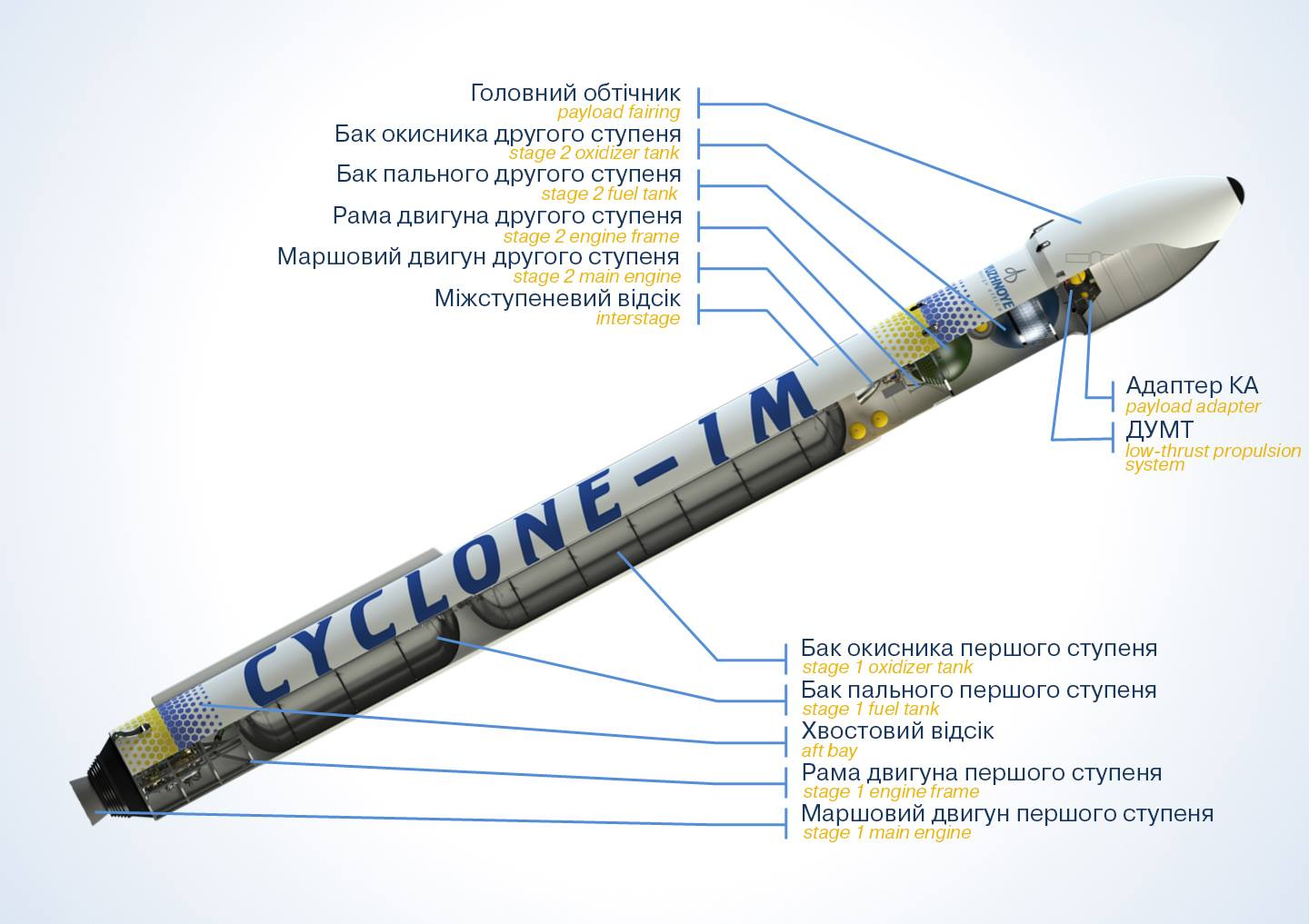
Структура РН Циклон-1М

При розробці буде впроваджено значну кількість інновацій: використання композитних матеріалів для виготовлення основних корпусних елементів ступенів, в тому числі баків для кріогенних компонентів палива та двигунів, створення нових двигунів для другого і третього ступенів, а також удосконалення бортової авіоніки стосовно зниження маси та застосування комплектування, що є на комерційному ринку. Конструкція ракети складається з трьох ступенів.

#### Перший ступінь
На першому ступені буде використовуватися один однокамерний ракетний двигун РД-870 з турбонасосною системою подачі компонентів палива, виконаний за схемою з допалюванням генераторного газу. Керування польотом ступеня здійснюють хитанням двигуна у двох площинах. Рушійний блок розробляють на базі відпрацьованих технологій РН «Зеніт». Працює на парі гас-кисень, розвиває тягу на рівні моря до 777,7 кН.

#### Другий ступінь
На другому ступені буде встановлено один однокамерний, однорежимний ракетний двигун РД-809К з турбонасосною системою подачі компонентів палива, виконаний за схемою з допалюванням генераторного газу. Керування польотом ступеня здійснюють хитанням двигуна у двох площинах. Двигун забезпечує багаторазовий запуск (до 4 увімкнень) у польоті. Розробляють на основі камери маршового двигуна РД-861К третього ступеня космічної РН «Циклон-4» і агрегатів кермового двигуна РД-8 другого ступеня РН «Зеніт». Працює на парі гас-кисень, тяга у вакуумі – 100 кН.

#### Третій ступінь
На третьому ступені буде встановлено РД-840 — однокамерний, однорежимний маршовий двигун багаторазового увімкнення з витискною системою подачі компонентів палива, що може здійснювати до 100 увімкнень. Працює на парі АТ-НДМГ, тяга у вакуумі – 0,4 кН.

#### Головний обтічник
Довжина обтічника складатиме 5 м, діаметр 2,6 м.

## Конкуренти
| Порівняння характеристик РН легкого класу                                                                         | Порівняння характеристик РН легкого класу | Порівняння характеристик РН легкого класу | Порівняння характеристик РН легкого класу | Порівняння характеристик РН легкого класу | Порівняння характеристик РН легкого класу | Порівняння характеристик РН легкого класу | Порівняння характеристик РН легкого класу | Порівняння характеристик РН легкого класу | Порівняння характеристик РН легкого класу | Порівняння характеристик РН легкого класу | Порівняння характеристик РН легкого класу |
| Ракета-носій | Країна                                    | Перший політ                              | кількість запусків в рік (всього)         | Широта СК                                 | Старт. маса, т                            | Маса КН, т                                | Маса КН, т                                | Маса КН, т                                | Успішних. пусків, %                       | Вартість пуску, млн $                     |                                           |
| Ракета-носій | Країна                                    | Перший політ                              | кількість запусків в рік (всього)         | Широта СК                                 | Старт. маса, т                            | НОО¹                                      | ГПО                                       | ССО²                                      | Успішних. пусків, %                       | Вартість пуску, млн $                     |                                           |
| --- | ----------------------------------------- | ----------------------------------------- | ----------------------------------------- | ----------------------------------------- | ----------------------------------------- | ----------------------------------------- | ----------------------------------------- | ----------------------------------------- | ----------------------------------------- | ----------------------------------------- | ----------------------------------------- |
| «Дніпро» | Україна                                   | 21.04.1999                                | 1-3 (17)                                  | 46° / 51°                                 | 211                                       | 3,7                                       |                                           | 2,3                                       | 94%                                       | 30,7                                      |                                           |
| «Рокот» | Росія                                     | 20.11.1990                                | 1-2 (18)                                  | 46° / 62°                                 | 107,5                                     | 2,1                                       |                                           | 1,6                                       | 89%                                       | 22,5 (€15)                                |                                           |
| «Вега» | Європейський Союз                         | 13.02.2012                                | 2(2)                                      | 5°                                        | 137                                       | 2,3                                       |                                           | 1,6                                       | 100% (2 пуски)                            | 42                                        |                                           |
| «Циклон-4М» | Україна                                   | ~2020                                     | 0                                         | 45°                                       | 193                                       | 5,685                                     | 1,6                                       | 3,91                                      |                                           | 23³                                       |                                           |
| «Союз-2.1в» | Росія                                     | 28.02 2013                                | 1                                         | 62°                                       | 160                                       | 2,8                                       |                                           | 1,4⁴                                      | 100% (1 пуск)                             |                                           |                                           |
| «Ангара 1.2» | Росія                                     | 2015                                      | 0                                         | 62°                                       | 171                                       | 3.8                                       |                                           |                                           |                                           |                                           |                                           |
| «Антарес» | США                                       | 21.04.2013                                | 1-2 (6)                                   | 38°                                       | 240                                       | 5,6                                       |                                           | 4,4                                       | 83,3% (6 запусків)                        |                                           |                                           |
| ¹ — висота 300 км, нахил відповідає космодрому; ² — висота 300 км, нахил 98°; ³ — оцінка, 2007; ⁴ — висота 835 км |                                           |                                           |                                           |                                           |                                           |                                           |                                           |                                           |                                           |                                           |                                           |